# 納德里奇涅 (捷列博夫利亞區)
49°18′54″N 25°21′57″E / 49.31500°N 25.36583°E
納德里奇涅（烏克蘭語：Надрічне）是位於烏克蘭西部特諾皮爾州裏特諾皮爾區的村莊，始建於1785年，面積2.78平方公里，2001年人口509，人口密度每平方公里182.9人。